# Croae
Croae (łac. Diocesis Croënsis) – stolica historycznej diecezji w rejonie Epiro Nuovo erygowanej ok. XIII wieku, skasowanej około roku 1550. Sufragania archidiecezji Durrës, współcześnie miasto Kruja w Albanii. Obecnie katolickie biskupstwo tytularne. 

## Biskupi tytularni
| Lp. | Biskup                        | Funkcja                                    | Od                   | Do                   |
| --- | ----------------------------- | ------------------------------------------ | -------------------- | -------------------- |
| 1   | Isidoro Aparici Gilart        | biskup pomocniczy Walencji (Hiszpania)     | 19 stycznia 1694     | 1 stycznia 1711      |
| 2   | Giovanni Battista di Mandello | wikariusz apostolski Shanxi (Chiny)        | 17 1792              | 23 czerwca 1804      |
| 3   | Andrea Canova                 | wikariusz apostolski Sofii (Bułgaria)      | 1847                 | 9 sierpnia 1866      |
| 4   | Moise Amberbojan              | –                                          | 7 lutego 1885        |                      |
| 5   | Giovanni Barcia               | –                                          | 20 kwietnia 1902     | 1912                 |
| 6   | Antônio José dos Santos       | biskup pomocniczy Diamantina (Brazylia)    | 13 grudnia 1918      | 22 listopada 1929    |
| 7   | Crisanto Luque Sánchez        | biskup pomocniczy Tunja (Kolumbia)         | 16 stycznia 1931     | 9 września 1932      |
| 8   | John Bernard MacGinley        | emerytowany biskup Monterey-Fresno (USA)   | 26 września 1932     | 18 października 1969 |
| 9   | Evelio Ramos Díaz             | biskup pomocniczy Hawany (Kuba)            | 26 października 1970 | 25 listopada 1976    |
| 10  | Edgardo Gabriel Storni        | biskup pomocniczy Santa Fe (Argentyna)     | 4 stycznia 1977      | 28 sierpnia 1984     |
| 11  | Santiago García Aracil        | biskup pomocniczy Walencji (Hiszpania)     | 20 listopada 1984    | 31 maja 1988         |
| 12  | Michel Malo                   | biskup pomocniczy Antsiranany (Madagaskar) | 1 września 1988      | 29 marca 1986        |
| 13  | Emilio Alluè                  | biskup pomocniczy Bostonu (USA)            | 24 lipca 1996        | 26 kwietnia 2020     |
| 14  | Bruce Lewandowski             | biskup pomocniczy Baltimore (USA)          | 10 czerwca 2020      | 8 kwietnia 2025      |